# Jacques Gohory
Jacques Gohory (* 20. Januar 1520 in Paris; † 15. März 1576 ebenda) war ein früher französischer Paracelsus-Anhänger (Iatrochemie) und Alchemist.

## Leben
Gohory stammte aus gut situierter Familie, sein Vater war Advokat am Parlament von Paris und gehörte der Noblesse de robe an (Sieur de la Tour et de Laval). Er besuchte das Collège Sainte-Barbe, studierte Jura und war danach wie sein Vater Advokat am Parlament von Paris, scheint aber nicht als Anwalt praktiziert zu haben. In seiner Jugend war er von 1543 bis 1556 Teil einer Clique einflussreicher Persönlichkeiten am Hof von Franz I., darunter Anne de Montmorency und Odet de Selve (1504–1563). Später war er im Dienst von Anne d’Alençon, Marquise von Monferrat, und von Gabriel le Veneur, Bischof von Évreux. Er war auch im diplomatischen Dienst in Flandern, London (1546 bis 1549) und 1554 bis 1556 in Rom als Sekretär von Odet de Selve. Darüber hinaus war er auch mit Dichtern im Umfeld der Gruppe La Pléiade bekannt und dem Kreis von Jean-Antoine de Baïf.
Der von ihm eingeschlagene Lebensweg missfiel seinem Vater, der Titel und den Großteil des Vermögens seinen jüngeren Brüdern vererbte, obwohl er der älteste Sohn war. Von Freunden der Familie erhielt er aber Unterstützung, so wandelte der Präsident des Parlaments von Paris Christophe de Tou 1573 eine gerade gestiftete Mathematikprofessur am College Royale in eine Pension für Gohory um, und er wurde zum Hof-Historiographen ernannt.
1572 gründete er in seinem Haus im Faubourg Saint-Marcel eine Schule für Iatrochemie, Okkultismus, Alchemie und Pharmazie mit kleinem botanischen Garten für Heilpflanzen und chemischem Labor, das Lycium Philosophal. Sie sah sich in der Tradition des Neuplatonismus der italienischen Renaissance und war auch ein Treffpunkt von an den Wissenschaften Interessierten. Gohory befasste sich dort neben Alchemie und Pharmazie mit Naturgeschichte (Botanik).
Gohory diskutierte die Lehre von Paracelsus mit bedeutenden Ärzten in Paris (Jean Fernel, Ambroise Paré, Jean Chapelain, Honoré Chastellan,  Leonardo Botal). Er versuchte Paracelsus mit der klassischen Alchemie zu verbinden (Artephius, Roger Bacon, Albertus Magnus, Arnaldus von Villanova, Johannes de Rupescissa, Pseudo-Lull) und war kritisch zu Paracelsus-Kommentatoren seiner Zeit wie Gerhard Dorn, was zu einer Kontroverse mit diesem führte.
Er schrieb ein Kompendium der Lehre von Paracelsus (1578), ein frühes Buch über Tabak (1572) als Heilpflanze und übersetzte Niccolò Machiavelli, Titus Livius, eine anonyme Geschichte der Eroberung von Peru von 1545 und den Amadis von Gallien.

## Schriften
- De usu et mysteriis notarum liber, in quo vetusta literarum et numerorum ac divinorum ex Sibylla nominum ratio explicatur Vinc. Sertenas, Paris 1550 (über Okkultismus).
- Devis sur la vigne, vin et vendages, Paris, 1550 (über Wein)
- Discours responsif à celui d’Alexandre de la Tourrete sur les secrets de l’art chymique et confection de l’or potable faict en la défense de la philosophie et médecine antique contre la nouvelle paracelsique, Paris 1575 (unter dem Pseudonym L.S.S., Leo Suavius Solitarius)
- Theophrasti Paracelsi Philosophiae et medicinae utriusque universae compendium : Ex optimis quibuscumque ejus libris, cum scholiis in libros IIII ejusdem de vita longa, Basel 1568 (als Leo Suavius), Digitalisat
- Instruction sur l’herbe petume, ditte en France l’herbe de la royne, ou medicée, et sur la racine mechiocan, 1572 (über Tabak)
- Le Livre de la fontaine périlleuse, avec la chartre d’amours... contenant la steganographie des mystères secrets de la science minérale, Paris 1572 (Kommentar auf ein mittelalterliches Gedicht, dass er für eine Allegorie auf die Alchemie hielt)